# Арсентьев, Александр Иванович
Арсентьев Александр Иванович (5 ноября 1918, Сафоновский район — 19 февраля 2012, Санкт-Петербург) — советский и российский учёный, горный инженер, специалист в области горных работ и теории проектирования и эксплуатации карьеров. Доктор технических наук (1963), профессор (1965). Советский художник-график, линогравёр. Член Союза художников СССР (1960).

## Биография
Родился 23 октября (5 ноября) 1918 года в деревне Федино (ныне в Смоленской области).
В 1936 году занял 3-е место на Всесоюзной выставке детского рисунка проходившей в Москве и получил направление в подготовительную школу при Академии художеств в Ленинграде, но болезнь матери прервала дальнейшую учёбу.
В июне 1941 года окончил Московский институт цветных металлов и золота имени М. И. Калинина, горный инженер.
Участник Великой Отечественной войны с 10 июля 1941 года. После 2-месячных курсов при Военно-инженерной академии стал взрывником, получив звание лейтенанта. Направлен инструктором-взрывником в войска НКВД.
Во время немецкого наступления под Ростовом с группой взрывников переброшен туда. При отступлении группа в Грузии попала в плен, где попал в больницу в Армавире из за обморожения ног. Когда советские войска подошли к городу, комендант лагеря получил приказ расстрелять всех раненых военнопленных из городской больницы, тогда женщины начали прятать пленных — Александра укрыла в подвале дома мать двоих малолетних детей — Нина Ивановна Хурда.
По освобождении из плена заболел сыпным тифом. После выздоровления помещён в лагерь НКВД, после допросов и проверок направлен рядовым в штрафбат. Воевал на Северном Кавказе, форсировал Керченский пролив.
В 1944 году назначен командиром сапёрного взвода, возвращено звание лейтенанта. До конца войны воевал в 4-м гвардейском механизированном корпусе. Освобождал Молдавию и Югославию.
В 1946 году демобилизовался, организовывал кооперативное товарищество «Советский график» в Москве.
В 1946—1953 годах работал в институте «Гипроредмет» (Москва).
В 1950 году поступил в аспирантуру Ленинградского горного института к профессору Б. П. Боголюбову. В 1953 году защитил кандидатскую диссертацию. С 1956 года — на преподавательской работе в Китае. Член КПСС с 1962 года. В 1963 году защитил докторскую диссертацию.
В 1952 году, после окончания аспирантуры, направлен в Криворожский горнорудный институт на кафедру разработки месторождений полезных ископаемых, где до 1964 года проработал на должностях: старший преподаватель, доцент, профессор.
В 1964 году перевёлся в Горно-металлургический институт Кольского филиала АН СССР (Апатиты): и. о. директора, заместитель директора по научной работе.
В 1967 году приглашён на работу в Ленинградский горный институт, где создал и в течение 20 лет возглавлял кафедру разработки месторождений открытым способом.
Умер 19 февраля 2012 года в Санкт-Петербурге.

## Научная деятельность
Специалист в области горных работ и теории проектирования и эксплуатации карьеров. Исследовал вопросы карьерной разработки месторождений полезных ископаемых открытым способом, руководил комплексом программ по совершенствованию процессов добычи заснеженных руд. Изучал проблемы анализа горных выработок.
Автор фундаментальных работ по теории открытой разработки месторождений полезных ископаемых и проблем проектирования карьеров. Автор более 200 научных работ, в т. ч. 7 монографий, учебников, более 220 статей.
Создатель научной школы подготовки горных инженеров и специалистов высшей квалификации в области открытой разработки недр. Под руководством подготовлено около 70 кандидатов и 5 докторов наук.
Разработчик классификации схем вскрытия карьерных полей и систем разработки карьеров, методов определения главных параметров карьеров, норм проектирования горных предприятий всех отраслей минерально-сырьевого комплекса, методов планирования горных работ и проектирование карьеров, методов определения рациональной производительности по руде и вскрыше карьеров Кольского полуострова. На основе исследований разработан универсальный метод горно-геометрического анализа.

### Научные труды
- Определение производительности и границ карьеров. — Госгортехиздат, 1961.
- Определение производительности и границ карьеров. — М., 1970.
- Определение главных параметров карьера. — Л., 1976.
- Вскрытие и системы разработки карьерных полей. — М., 1981.
- Беседы о горной науке / А. И. Арсентьев, В. А. Падуков. — Л.: Наука, 1981. — 160 с.
- Устойчивость бортов и осушение карьеров. Учебник для вузов / Арсентьев А. И., Букин И. Ю., Мироненко В. А. — М., Недра, 1982. — 165 с.

## Творческая деятельность
Талант к рисованию проявился в детстве.
Участник выставок с 1948 года (Москва), выставок работ художников Мурманской области с 1964 года.
В Санкт-Петербурге изданы альбомы цветных эстампов «Град Петра» и цветных гравюр «Ладога».

### Произведения
- Царицыно под Москвой (цветная линогравюра, 1946—1947);
- Болгария (цветная линогравюра, 1948—1949);
- Кривой Рог (линогравюра, 1958—1961);
- Крым (акварель, 1958—1962);
- На лесной дороге (цветная линогравюра, 1951);
- Альбом «Пейзажи Кривого Рога»;
- Портрет писателя Н. 3. Бирюкова (цветная линогравюра, 1961, Музей Т. Г. Шевченко, Киев)[4];
- Портрет Т. Г. Шевченко (цветная линогравюра, 1961; сухая игла, 1964, Музей Т. Г. Шевченко, Киев).

## Награды
- Орден Отечественной войны 1-й степени;
- Орден Красной Звезды;
- Медаль «За оборону Москвы»;
- Медаль «За освобождение Белграда»;
- Медаль «За победу над Германией в Великой Отечественной войне 1941—1945 гг.»;
- Заслуженный работник высшей школы Российской Федерации.